# Lithosia luteomarginata
Lithosia luteomarginata là một loài bướm đêm thuộc phân họ Arctiinae, họ Erebidae.